# Первая сайентистская церковь Христа (Нью-Йорк, США)
Пе́рвая сайенти́стская це́рковь Христа́ (англ. First Church of Christ, Scientist) — бывшая церковь Христианской науки, расположенная на северовосточном углу пересечения Сентрал-Парк-Уэст и 96 улицы на Манхэттене, напротив Центрального парка.
Будучи одной из самых дорогих, искусных и впечатляющих сайентистских церквей за всю историю, Первая церковь является и одним из самых примечательных религиозных сооружений Нью-Йорка, внесённым в 1974 году в список объектов культурного наследия города. Этот бывший храм также входит в исторический район Сентрал-Парк-Уэст (англ. Central Park West Historic District).

## История
В 1880-х основательница Христианской науки Мэри Бейкер-Эдди направила Августу Стетсон в Нью-Йорк с целью начать там миссию и открыть церковь. Община была создана в 1886 году, инкорпорирована в 1888 и состояла преимущественно из состоятельных предпринимателей, но также и из представителей среднего и даже рабочего классов. До появления у общины собственного здания, конгрегация проводила богослужения на съёмных площадках, что было типично для христианских учёных конца XIX века.

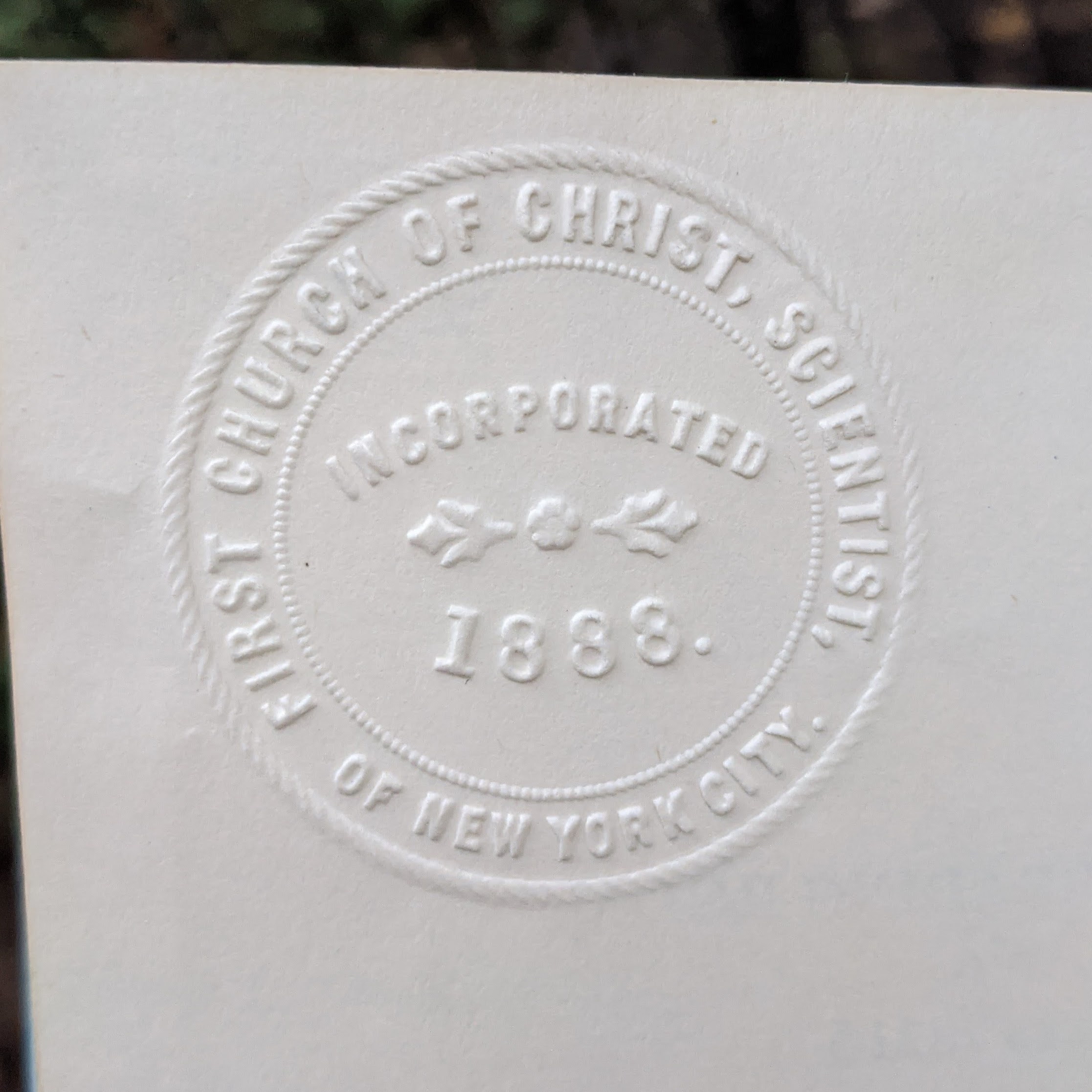
Печать изначальной Первой церкви.

К 1898 в Нью-Йорке было уже два прихода Христианской науки: Первая церковь под руководством Стетсон и Вторая под началом Лауры Лэтроп. Обе на тот момент решили отстроить себе собственные храмы и конкурировали за один и тот же земельный участок на пересечении Сентрал-Парк-Уэст и 68 улицы на Манхэттене. Это место в итоге оставила за собой Вторая церковь, а Первая приобрела участок 28-ю блоками выше, на пересечении всё той же Сентрал-Парк-Уэст и 96 улицы.
Распространено было мнение, что Первая церковь по замыслу Стетсон должна была затмить не только Вторую церковь, законченную в 1901 году и обошедшуюся в $550 тыс., но и Материнскую церковь в Бостоне. Для этих целей община не жалела средств: в 1899 году приход нанял известное архитектурное бюро Carrère & Hastings, а изначальный проект, предложенный в 1900 году, оценивался в $300 тыс. К концу строительства из-за постоянных изменений и дополнений (например, замена кирпича и индианского известняка на белый конкордский гранит из Нью-Гэмпшира, родного штата Мэри Бейкер-Эдди) эта сумма возросла до астрономических $1 млн 185 тыс.. Ко Дню благодарения 1903 года Первая церковь полностью оплатила своё здание, и тогда же прошла официальная церемония освящения храма.
Несмотря на свои формальные успехи в управлении одной из самых богатых сайентистских церквей, Стетсон обладала властолюбивым и крайне неуживчивым характером. Помимо неудачной попытки выжить Вторую церковь с их места на 68 улице, она запрещала своим прихожанам как бы то ни было взаимодействовать с христианскими учёными из других приходов, угрожала авторитету Эдди в Христианской науке, а также планировала открыть филиалы своей Первой церкви (несмотря на то, что Первая церковь в Нью-Йорке сама по себе была филиалом Материнской церкви в Бостоне, как и все прочие сайентистские церкви). Всё это закончилось отлучением Стетсон в 1909 году от Материнской церкви (ещё при жизни Эдди, умершей в 1910), после чего она была вынуждена покинуть Первую церковь. В 1910 году конгрегации Первой и Второй церквей провели совместное богослужение Дня благодарения, ознаменовавшее конец открытой вражды между приходами. В своём завещании Эдди передавала существенную часть своего состояния Второй церкви Нью-Йорка, но не Первой.
Ещё будучи главой Первой церкви, Стетсон отстроила себе дом в неогеоргианском стиле на соседнем с церковью участке по 96 улице, номер 7, где она продолжала жить и после своего изгнания. По переписи 1915 года род её деятельности указан как «проповедник божественной науки». В 1927 году она возвестила, что никогда не умрёт. На следующий год она скончалась, в 1930 году её дом был снесён, а на его месте было построено текущее жилое здание в стиле «сдержанного ар-деко».

## Архитектурные особенности

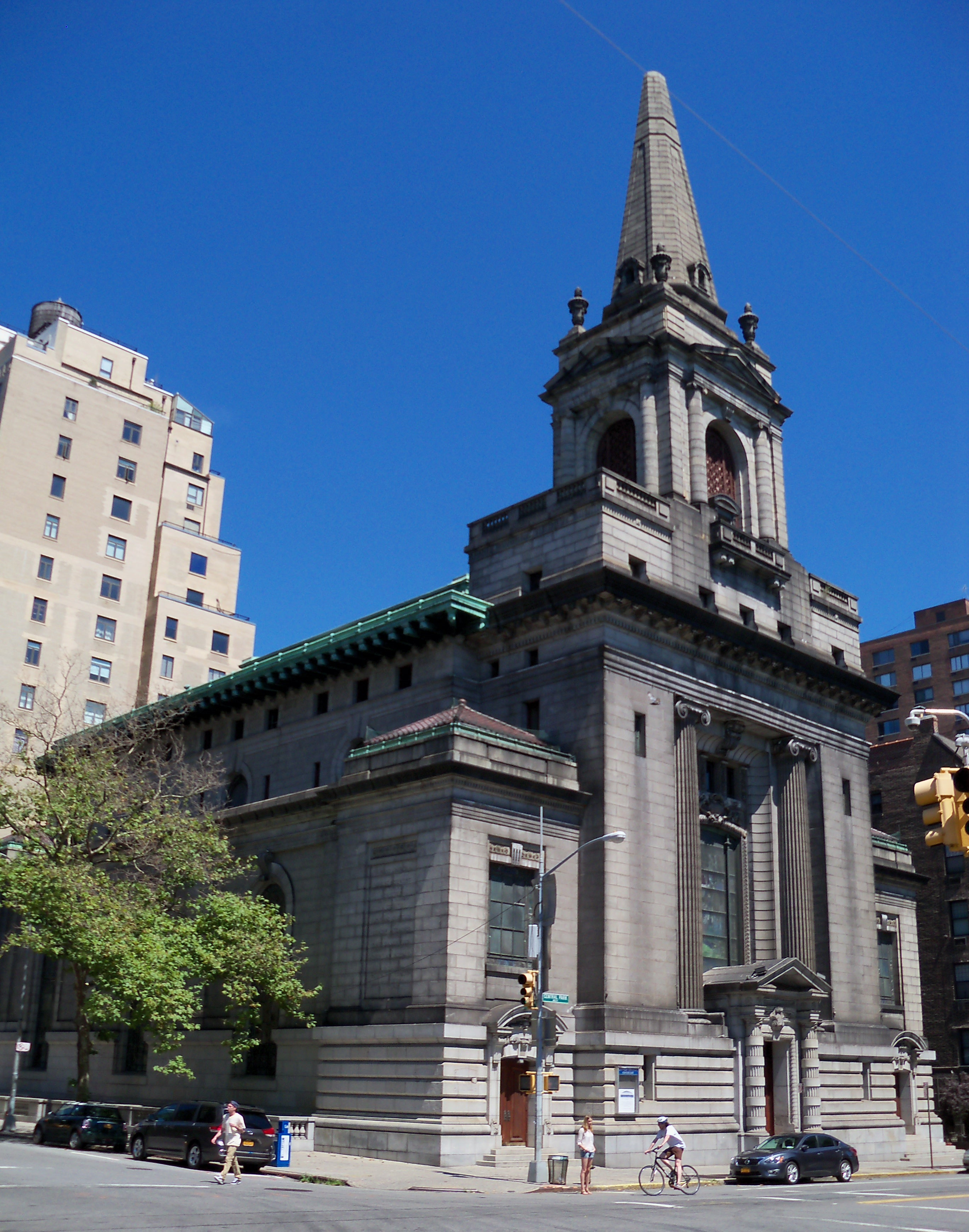
Современный вид церкви.

Первая церковь не оставила архитектурных критиков равнодушными. Многие соглашались, что в основе своей проект напоминает новоанглийскую моленную (англ. meeting house), а также находили в здании черты английского ренессанса, следы французского влияния и даже элементы мормонской архитектуры (англ. 'Mormonesque;' ср. с мормонским храмом в Солт-Лейк-Сити и проч., англ. Mormon temple). В целом же храм отстроен в русле бозара (фр. Beaux-Arts) и эклектики. Отмечалось, что если по помпезности здание и не дотягивает до кафедрального собора, то во всяком случае представляет из себя достойный образец столичной церкви.
Здание Первой церкви можно разделить на три уровня: подземный, уровень основного зала и уровень над основным залом. Изначально архитекторы планировали разместить воскресную школу и административные комнаты на цокольном этаже (например, во Второй церкви Нью-Йорка или Семнадцатой церкви Чикаго воскресная школа и читальня расположены именно так: свет попадает туда через утопленные палисадники), однако Стетсон посчитала, что дети должны заниматься при естественном солнечном свете, в результате чего было решено разместить эти помещения над главным залом, что потребовало также установки помимо лестниц двух лифтов, которые по описаниям очевидцев размерами скорее напоминали небольшие комнаты. Двадцать пять приёмных практиционеров были также размещены на этом верхнем уровне.

План уровня главного зала можно описать следующим образом: трёхнефная базилика, в одном торце которой были расположены амвон и орган, а в другом — выход в фойе и далее на улицу. Скамьи располагались в два яруса: они были установлены по всей площади пола, а также на широких балконах второго уровня (по типу протестантских храмов, как, например, в лютеранском соборе Петра и Павла в Москве). Нефы разделены двумя рядами колонн, при этом узкие боковые нефы упираются в спиральные лестницы, установленные по обеим сторонам от фойе, а центральный неф выше второго яруса с противоположного органу торца венчается большим витражным окном под названием «Иисус и Мария в Саду по Воскресении» (оно видно над входом с Сентрал-Парк-Уэст). Фойе отделялось от основного зала тяжёлыми бархатными шторами.

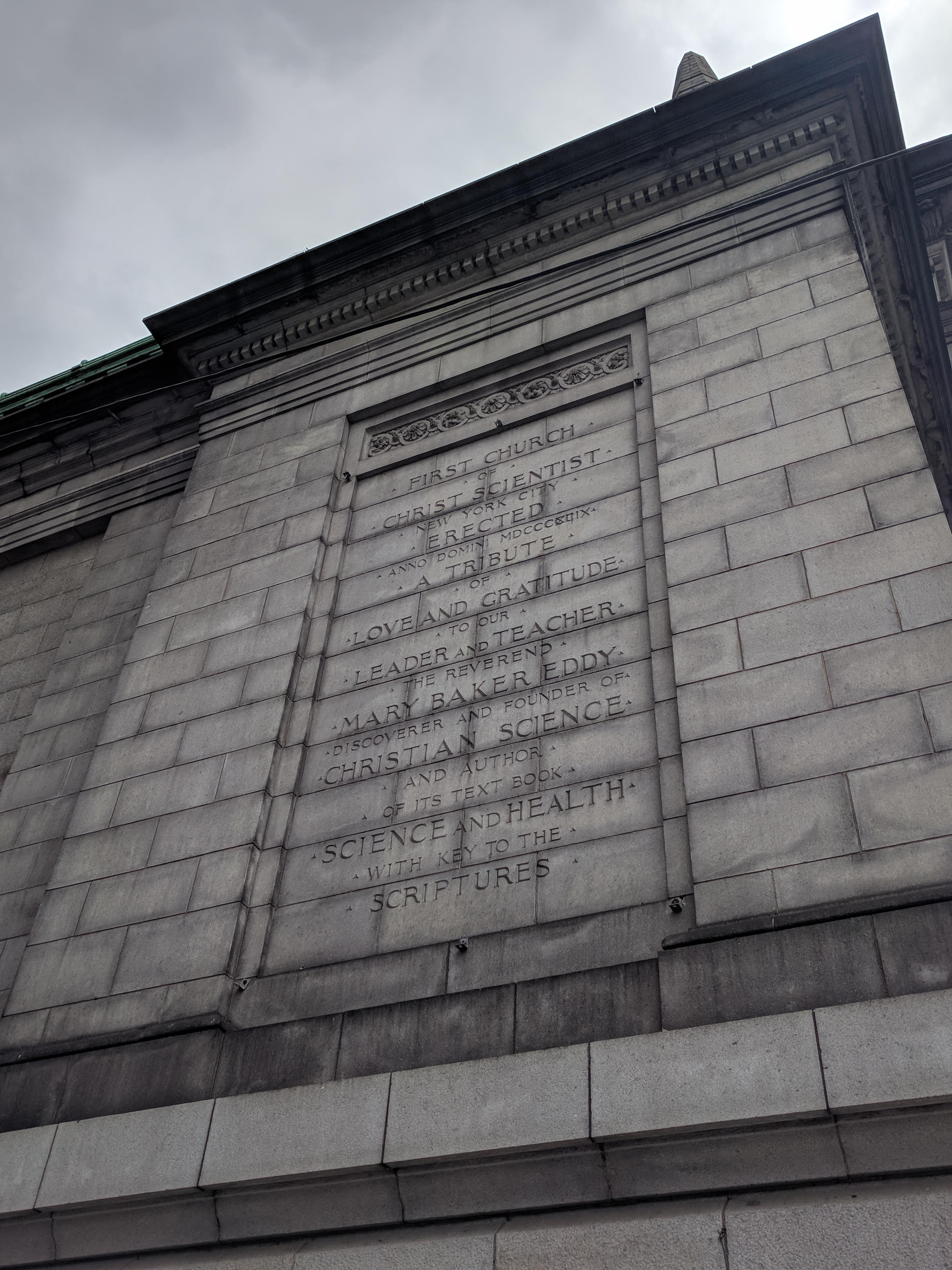
Памятная таблица.

Со стороны 96 улицы на здании выгравирована памятная таблица (см. фотографию), которая гласит:
| Оригинал | Перевод |
| --- | --- |
| • FIRST CHURCH • • OF • • CHRIST SCIENTIST • • NEW YORK CITY • • ERECTED • • ANNO DOMINI MDCCCCIIIX • • A TRIBUTE • • OF • • LOVE AND GRATITUDE • • TO OUR • • LEADER AND TEACHER • • THE REVEREND • • MARY BAKER EDDY • • DISCOVERER AND FOUNDER OF • • CHRISTIAN SCIENCE • • AND AUTHOR • • OF ITS TEXT BOOK • • SCIENCE AND HEALTH • • WITH KEY TO THE • • SCRIPTURES • | Первая сайентистская церковь Христа, Нью-Йорк, воздвигнута в лете Господнем 1903 в знак любви и признательности нашему лидеру и учителю, преподобной Мэри Бейкер-Эдди, первооткрывателю и основателю Христианской науки и автору её учебника «Наука и здоровье с Ключом к Священному Писанию» |

## Орган
Первая церковь в Нью-Йорке не могла обойтись без органа. Первоначальный заказ стоимостью $15 тыс. был размещён уже в 1899: инструмент имел три мануала, 59 регистров, а строить его должен был органный мастер Джордж С. Гатчингс из Массачусетса. Установка органа в здании должна была начаться предположительно в ноября 1900 года, однако из-за проблем при строительстве церкви сроки были сдвинуты.
Тем временем Гатчингс переформатировал свой бизнес, основав в партнёрстве с Эдвином С. Воти новую фирму — Органную компанию Гатчингса и Воти (англ. Hutchings-Votey Organ Company). В 1902 году они заключили с Первой церковью новый контракт на увеличенный орган: теперь мануалов было уже четыре, регистров — 69, а стоимость возросла до $25 тыс..
Установлен инструмент был в просцениуме над амвоном, в торце главного зала, противоположном входу, а его видимая часть поражала воображение: трубы были изготовлены из этрусского золота и обрамлялись кожухом, вырезанным из грецкого ореха с отдельными элементами из слоновой кости и золота.
В 1930 году орган прошёл технический осмотр: были прочищены трубы, слегка расширены музыкальные возможности, а также заменена консоль (и затем ещё раз в 1972), однако к 1990-м орган расстроился и нуждался в ремонте.

## Современность
Дальнейшая судьба Первой церкви сложилась трагично. В результате продолжительного тренда, усилившегося во второй половине XX века, существенно уменьшилось количество прихожан и в Первой, и во Второй церквях. В 2003 году оба прихода приняли решение объединиться в один под именем Первой церкви. По иронии судьбы, своим храмом новообразованная Первая церковь избрала здание бывшей Второй церкви, в то время как Первая была продана церкви Crenshaw Christian Center в 2004 году. Десять лет спустя, в 2014, здание было перепродано за $26 млн для превращения его в кондоминиум. Несмотря на наличие у церкви статуса памятника архитектуры, было полностью утеряно внутренне убранство храма: орган, скамьи, отделка и позолота. Однако до кондоминиума дело также не дошло: проект перестройки был отвергнут территориальной комиссией Нью-Йорка. В 2018 году бывший храм был приобретён Манхэттенским детским музеем, а в июне 2020 года проект реновации здания был одобрен городской Комиссией по сохранению архитектурного наследия.

#### Комментарии
1. ↑  Христианский учёный (англ. Christian Scientist) — последователь Христианской науки. Также допустим русский перевод «христианский саентист».
2. ↑  Ivey, 1999, p. 24: «An examination of the list of contributors to the building fund of what many Christian Scientists perceived to be the most wealthy branch church, First Church, New York...».
3. ↑  Практиционер (англ. practitioner) — христианский учёный, закончивший специальные курсы и работающий целителем или духовным помощником.